# Stelletta variohamata
Stelletta variohamata är en svampdjursart som beskrevs av Thiele 1900. Stelletta variohamata ingår i släktet Stelletta och familjen Ancorinidae. Inga underarter finns listade i Catalogue of Life.